# Mentor Graphics
Mentor Graphics, Inc – producent oprogramowania do projektowania i produkcji sprzętu elektronicznego (ang. EDA – Electronic Design Automation).
Przedsiębiorstwo zostało założone w 1981 roku. Swoją główną siedzibę ma w Wilsonville, w stanie Oregon. Obecnie zatrudnia ponad 4500 pracowników z całego świata.

## Historia
W 1981 roku pomysł, aby podstawą działalności firmy było projektowanie wspomaganego komputerowo w dziedzinie elektroniki, dał impuls kilku grupom ludzi, którzy założyli firmy Mentor, Valid Logic Systems i Daisy Systems. Jedną z głównych różnic między tymi grupami były założenia inżynierów Mentor, którzy przeczuwali, że ich sprzęt wkrótce może stać się własnością dużych firm komputerowych. Zdecydowali, że zamiast wybierać istniejące systemy komputerowe jako platformę sprzętową dla CAE, będą tworzyć nowe programy.
W lutym 1981 większa część zespołu była już znana. W marcu trzej wykonawczy założyciele Tom Bruggere, Gerry Langeler i Dave Moffenbeier opuścili firmę Tektronix i w maju biznes plan firmy był już gotowy. Pierwsza seria zarobionych pieniędzy (1 mln USD) pochodziła z Sutter Hill, Greylock, i Venrock Associates. Druga seria wynosiła już 2 mln USD i pochodziła ze średnio- i długoterminowych kapitałów inwestycyjnych firm. W kwietniu 1983 roku trzecia seria wzrosła o 7 mln USD.
Mentor Graphics jest globalną firmą z siedzibami na całym świecie: w USA, Europie, Japonii, Pakistanie, Indiach i Egipcie. Zgodnie ze światowymi tendencjami w rozwoju oprogramowania, firma posiada znaczne siły robocze w krajach, takich jak Pakistan, Indie i Węgry. James „Jim” Ready, jeden z bardziej kolorowych ludzi w produkcji systemów wbudowanych, pracował jako dyrektor techniczny firmy Mentor, lecz opuścił firmę w 1999 r. aby pracować przy tworzeniu MontaVista Software. Innymi znanymi pracownikami przedsiębiorstwa byli: Neil Henderson, który dołączył w 2002 roku do Mentor Graphics oraz Stephen Mellor, który dołączył do firmy w 2004 roku. Od 2007 r. główną konkurencją Mentora jest Aldec, Inc..
W czerwcu 2008 firma Cadence Design Systems, produkująca oprogramowanie i świadcząca usługi inżynierskie, chciała wykupić dług zadłużonej firmy, ale 15 sierpnia Cadence wycofał ofertę tłumacząc się niemożnością pozyskania niezbędnego kapitału i niechęcią firmy Mentor Graphics.

### Przejęcie przez Siemens
W marcu 2017 r. zakończył się proces przejęcia przedsiębiorstwa przez Siemens.

## Mentor Graphics Foundation
Firma zajmuje się również działalnością charytatywną. Znaczna część wsparcia fundacji koncentruje się na edukacji od przedszkola do college’u. Szczególną uwagę zwraca na szkoły, które potrzebują dodatkowego finansowania nauki matematyki i inżynierii programów. Fundacja wspiera również programy, które między innymi umożliwiają studentom uczestnictwo w projektach naukowych.
Fundacja wspiera rozwój kultury i sztuki, pełne spektrum wypowiedzi artystycznej, muzea. Fundacja przeznacza część funduszy na usuwanie skutków klęsk żywiołowych, zwłaszcza choć nie wyłącznie, na obszarach dotkniętych klęską.
Fundacja działa poprzez dotacje do wybranych kwalifikowaną organizacji charytatywnych.

## Wybrane produkty
Przedsiębiorstwo zajmuje się produkcją i dystrybucją następujących narzędzi:
- narzędzia do projektowania i tworzenia systemów PCB:
  - edytory do tworzenia schematów obwodu (Design Architect IC lub DxDesigner)
  - układy narzędzi do obwodów drukowanych (PADS, Expedition i Board Station)
  - rdzenie IP dla projektów ASIC i FPGA
- rozbudowa systemów wbudowanych:
  - system operacyjny czasu rzeczywistego
    - Nucleus OS
    - VRTX
- Rozwiązania VPN (ang. Virtual Private Network, Wirtualna Sieć Prywatna):
  - Nucleus Point-to-Point Tunneling Protocol (PPTP) software
  - Nucleus NET networking stack
  - Nucleus implementation of the Microsoft Point-to-Point Encryption (MPPE) protocol
- Narzędzia symulacyjne do projektowania mieszanych sygnałów analogowych:
  - QuestaSim
  - ModelSim
  - Eldo
  - ADiT
  - ADVance MS